# Lichaamsuitbreiding (Ned) / Velduitbreiding (Be)
In de abstracte algebra, een deelgebied van de wiskunde, is een lichaamsuitbreiding (Nederlands) of velduitbreiding (Belgisch) van een lichaam / veld {\displaystyle K}, in het vervolg kort uitbreiding van {\displaystyle K} genoemd, ieder lichaam/veld {\displaystyle L} waarvan {\displaystyle K} een (strikt) deellichaam / deelveld is. Een uitbreiding van het lichaam/veld {\displaystyle K} wordt verkregen door aan {\displaystyle K} een of meer nieuwe elementen toe te voegen. Men noteert de uitbreiding als {\displaystyle L/K}, of ook wel als {\displaystyle L|K}, {\displaystyle L\colon K} of {\displaystyle (L,K)}.
Als {\displaystyle L} uit {\displaystyle K} ontstaat door daar de elementen {\displaystyle \alpha _{1},\ldots ,\alpha _{n}} aan toe te voegen, schrijft men voor de uitbreiding {\displaystyle K(\alpha _{1},\ldots ,\alpha _{n})}.
Zo vormen de complexe getallen {\displaystyle \mathbb {C} =\mathbb {R} (i)} een uitbreiding van de reële getallen {\displaystyle \mathbb {R} } door daaraan als nieuw element de imaginaire eenheid {\displaystyle i} toe te voegen. In {\displaystyle \mathbb {R} } heeft de vergelijking {\displaystyle x^{2}+1=0} geen oplossingen. Voegt men echter een nieuw element toe, de imaginaire eenheid {\displaystyle i}, die is gedefinieerd als een oplossing van deze vergelijking, en voegt men vervolgens ook alle elementen toe die noodzakelijk zijn om een lichaam/veld te vormen, dan verkrijgt men het lichaam/veld {\displaystyle \mathbb {C} } van de complexe getallen. Een gevolg van de hoofdstelling van de algebra is dat alle oplossingen van een algebraïsche vergelijking in {\displaystyle \mathbb {C} } liggen.

## Uitbreidingsgraad
De uitbreidingsgraad van de uitbreiding {\displaystyle L/K} is de dimensie van {\displaystyle L} als vectorruimte over {\displaystyle K}. Deze uitbreidingsgraad wordt genoteerd met {\displaystyle [L:K]}. Zo is bijvoorbeeld {\displaystyle [\mathbb {C} :\mathbb {R} ]=2}, want {\displaystyle \{1,i\}} is een basis van {\displaystyle \mathbb {C} } over {\displaystyle \mathbb {R} }.
Het principe van de uitbreidingen kan naar ringuitbreidingen worden uitgebreid, op te vatten als een ring en een van haar deelringen.

## Normale uitbreiding
Een algebraïsche uitbreiding {\displaystyle L/K} heet normaal, als elke irreducibele polynoom in {\displaystyle K[X]} die een wortel heeft in {\displaystyle L}, geheel gefactoriseerd kan worden in lineaire factoren over {\displaystyle L}. Elke algebraïsche uitbreiding {\displaystyle F/K} heeft een normale afsluiting {\displaystyle L} die een lichaamsuitbreiding is van {\displaystyle F} zodat {\displaystyle L/K} normaal is en die de 'kleinste' is met deze eigenschap, wat inhoudt dat {\displaystyle L} deellichaam is van elke andere met deze eigenschap